# Bristol (Nowy Jork)
Bristol – town w hrabstwie Ontario, w stanie Nowy Jork, w Stanach Zjednoczonych.
Powierzchnia town wynosi 36,71 mi² (około 95 km²). Według stanu na 2010 rok jego populacja wynosi 2315 osób, a liczba gospodarstw domowych: 1058. W 2000 roku zamieszkiwało je 2421 osób, a w 1990 mieszkańców było 2071.